# Židovský hřbitov v Hlučíně
Židovský hřbitov v Hlučíně byl založen v roce 1814, a to 700 m východně od náměstí na rozcestí ulic Ostravské a Rovniny. Před 1. světovou válkou obsahoval asi 250 náhrobků. Hřbitov byl nacisty kompletně zlikvidován mezi lety 1942–1943, část náhrobků posloužila jako koryto odvodňovacího žlabu. Obřadní síň postavená okolo roku 1860 byla zbořena roku 1946, kdy byla část hřbitovní plochy připojena k čestnému pohřebišti sovětských vojáků, zbylých 701 m² mělo charakter parku. V letech 2008–2009 došlo k přemístění a novému osazení 43 celých a zhruba 200 větších zlomků náhrobků na volné ploše, k pořízení kamenného památníku a kovaného oplocení s branou ze strany ulice. 

## Galerie

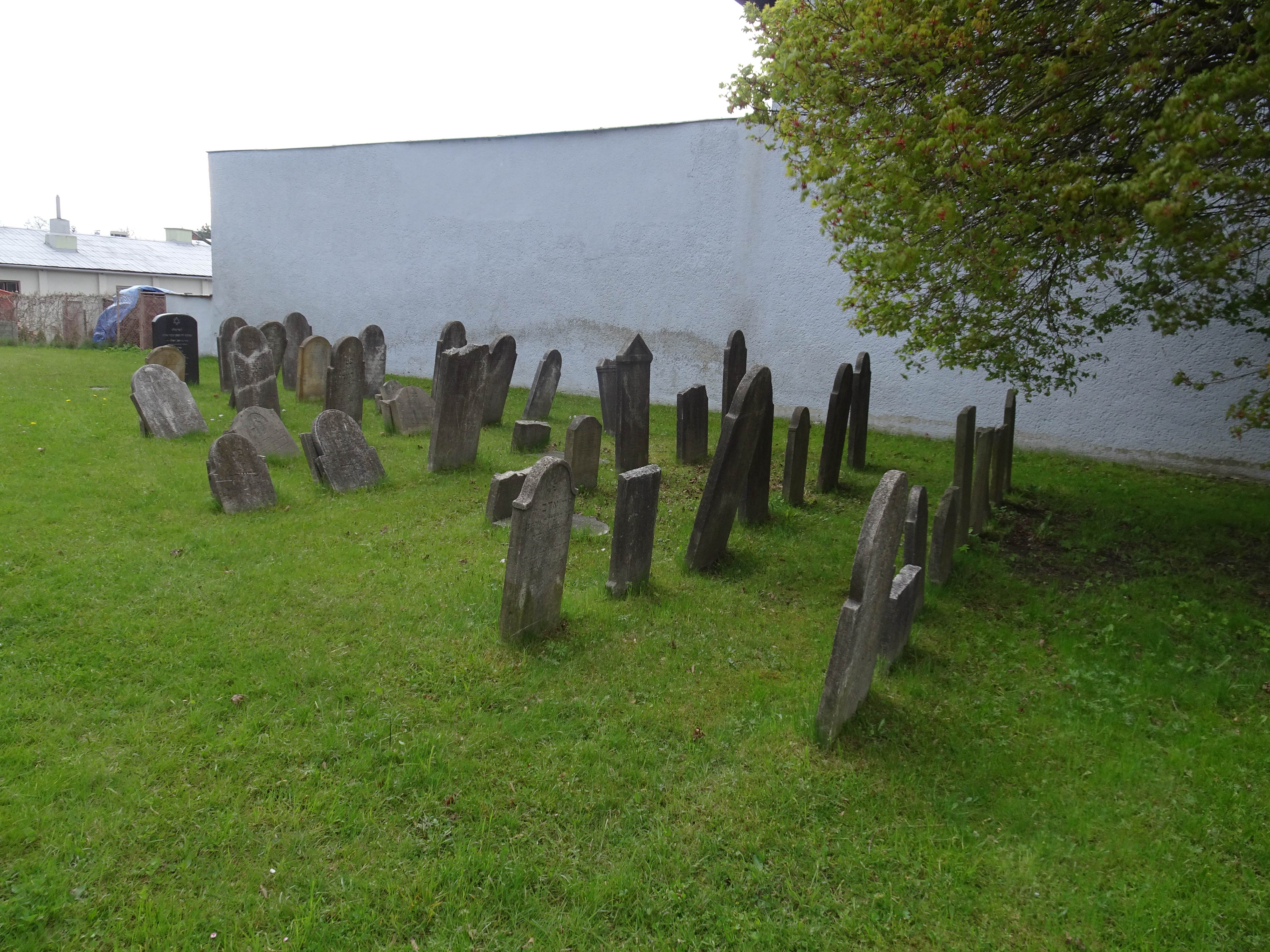
Celkový pohled na hřbitov (2021)
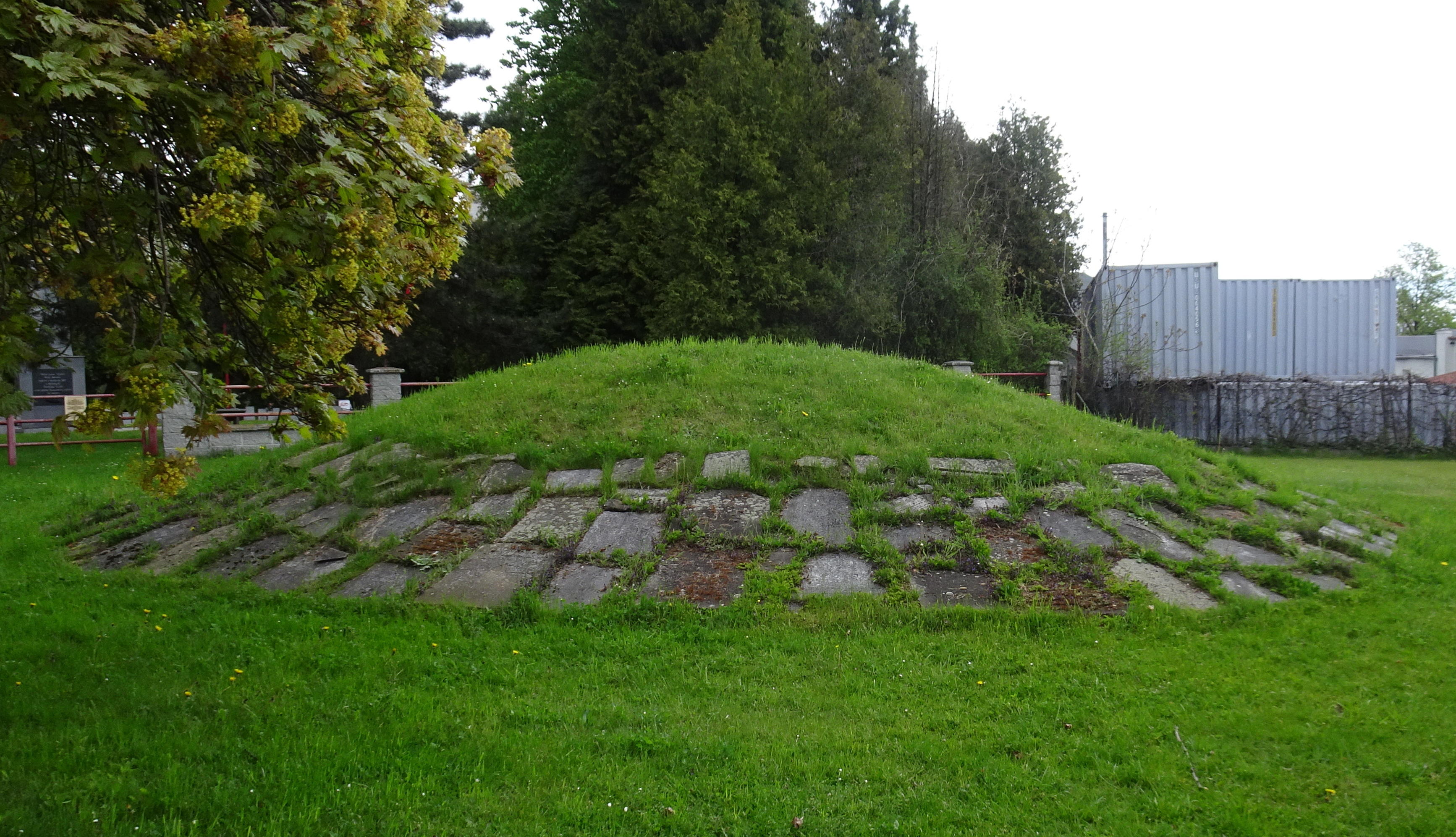
Mohyla obestavěná zbytky náhrobků (2021)
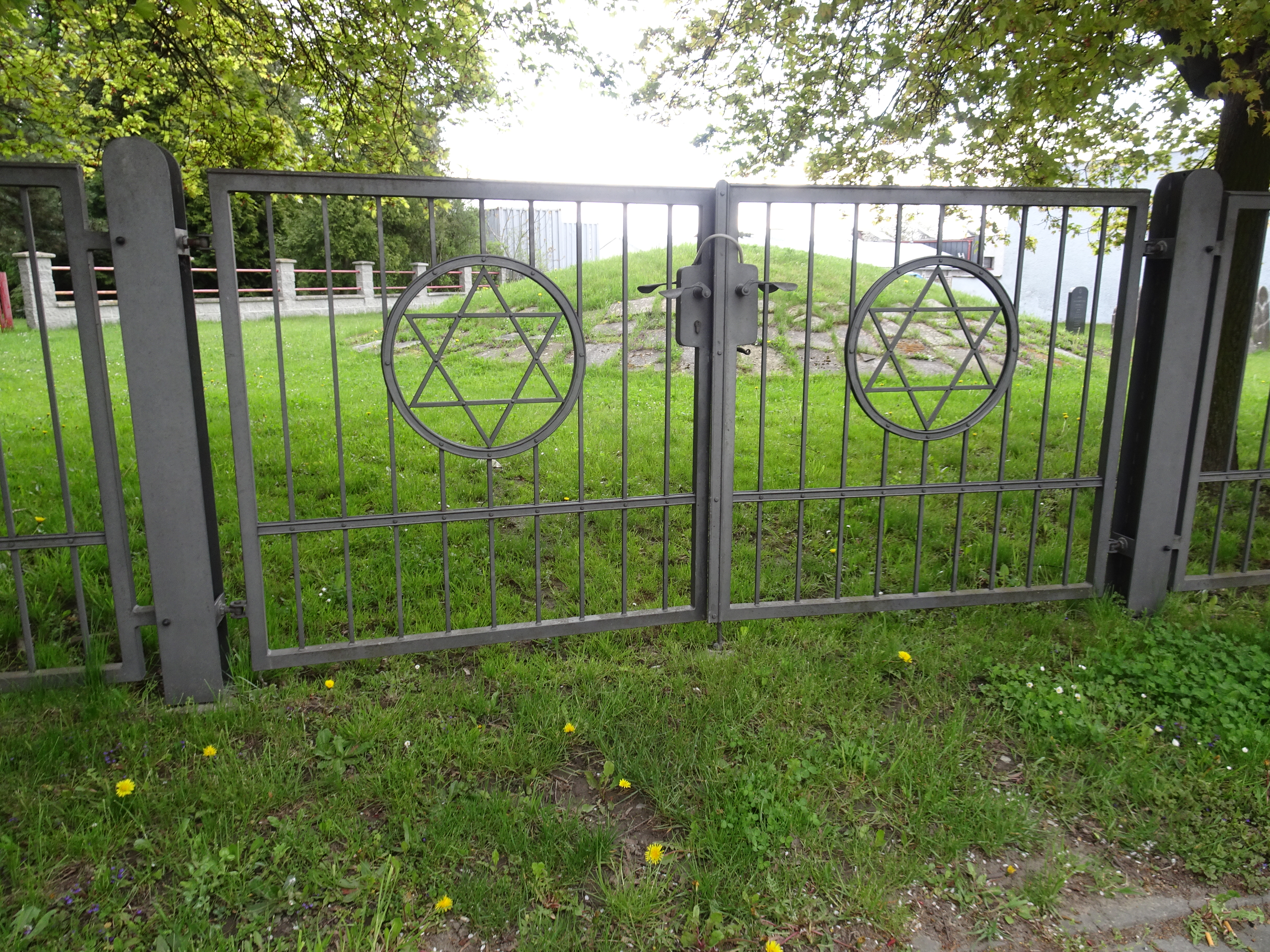
Hřbitovní brána (2021)
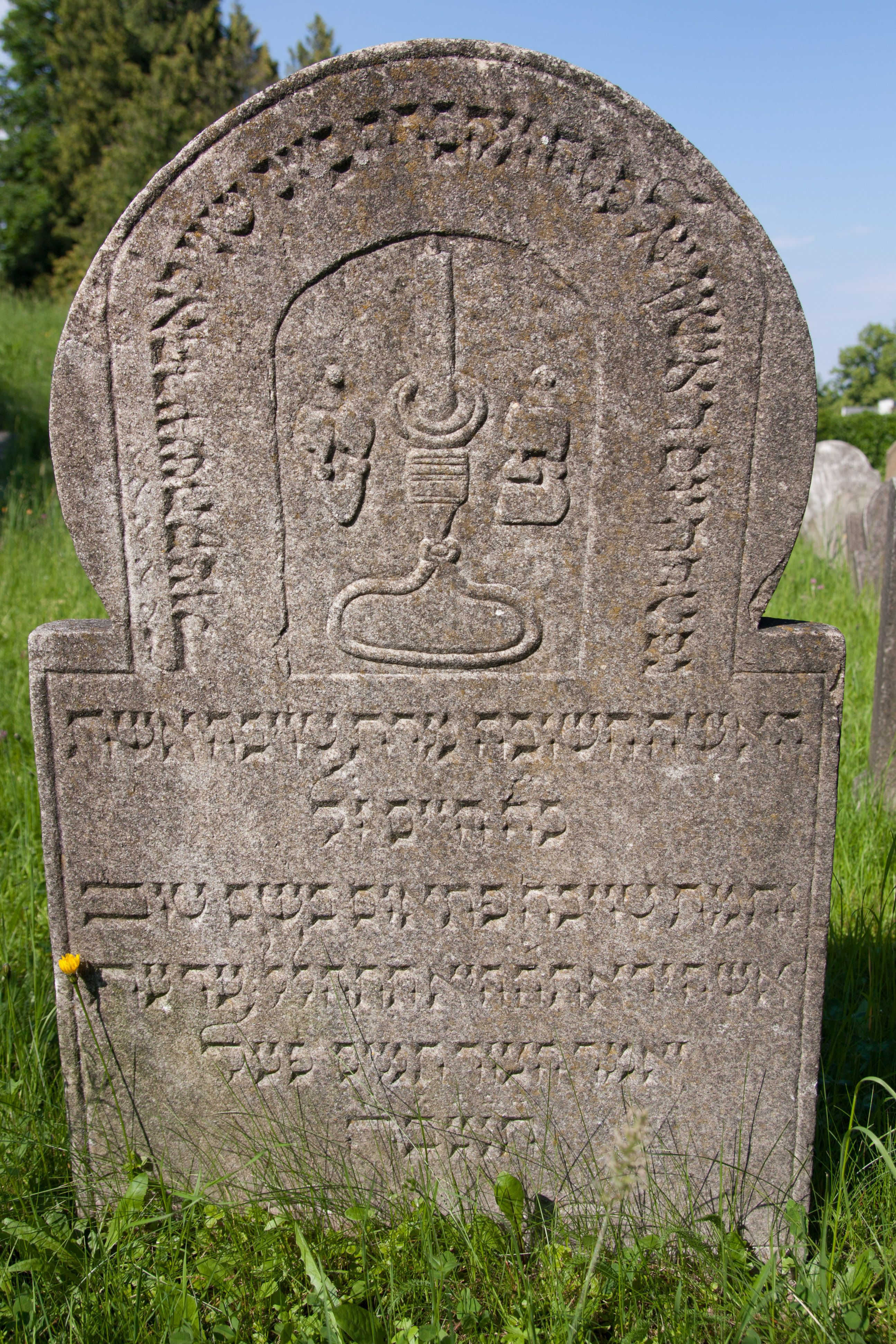
Detail hebrejsky psaného náhrobku (2019)
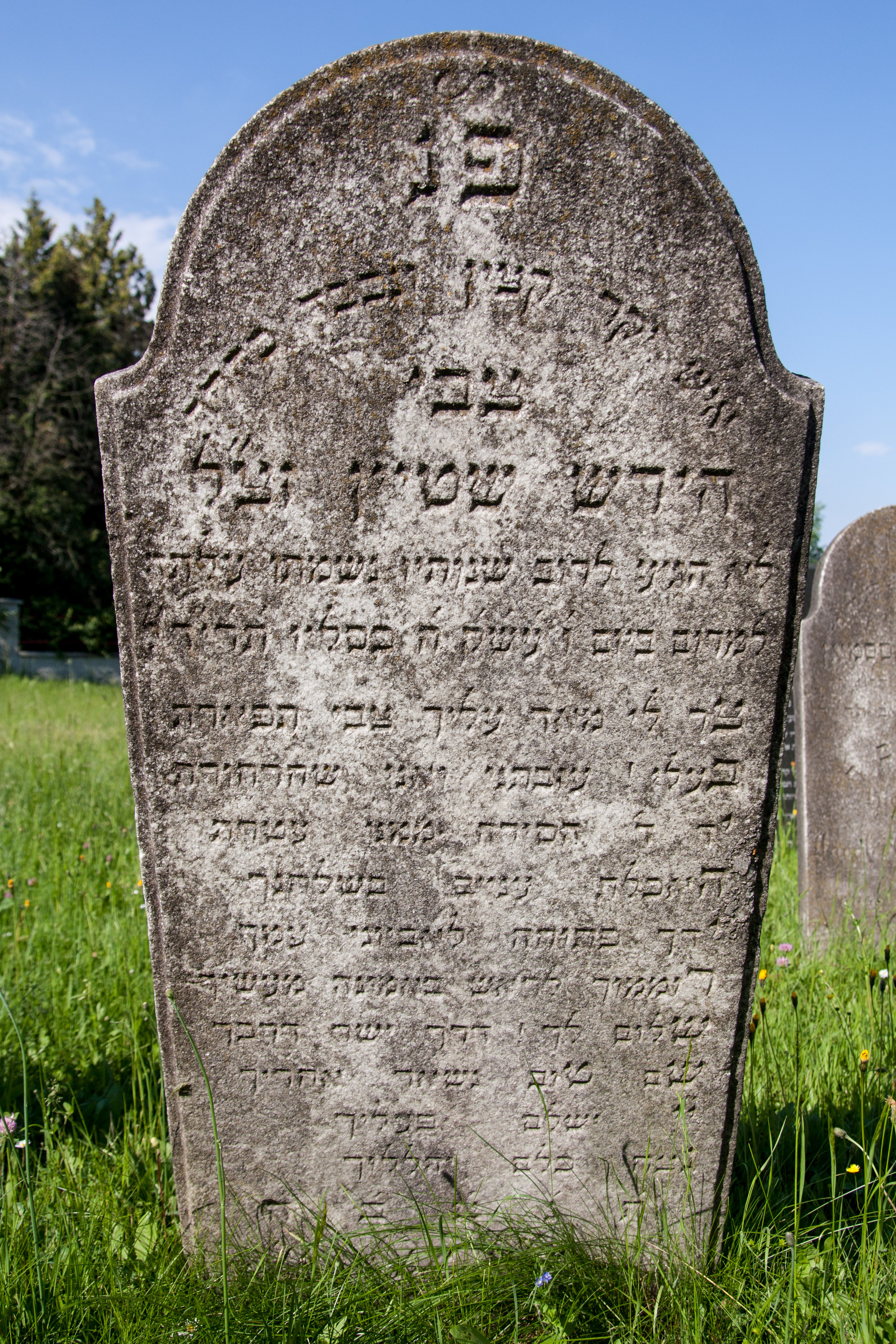
Detail hebrejsky psaného náhrobku (2019)